# Giuseppe Favalli
Giuseppe Favalli (8 tháng 1, 1972 tại Orzinuovi, Brescia) là cầu thủ hậu vệbóng đá người Ý, hiện đang chơi cho câu lạc bộ AC Milan.
Anh bắt đầu sự nghiệp bóng đá ở câu lạc bộ Cremonese thi đấu ở Serie B, tại đó anh đã thi đấu khá tốt và sau đó được chuyển đến chơi ở câu lạc bộ Lazio vào mùa hè 1992. Tại đây anh đã được đeo băng đội trưởng và rất được sự mến mộ của khán giả. Sau đó anh lại gia nhập câu lạc bộ Inter Milan vào mùa hè năm 2004. Tuy nhiên ở đây anh không phải là sự lựa chọn hàng đầu cho vị trí hậu vệ trái của mình bởi Fabio Grosso đang có phong độ rất xuất sắc.
Sau khi hết hạn hợp đồng năm 2006 anh chuyển tới AC Milan theo dạng chuyển nhượng tự do. Nhưng lại một lần nữa vị trí chủ yếu của anh suốt mùa giải là trên băng ghế dự bị bởi ở Milan cũng có nhiều hậu vệ xuất sắc như Kakhaber Kaladze và Paolo Maldini.Trong trận chung kết C1 năm 2007 anh được ra sân từ băng ghế dự bị và đã được chứng kiến đội bóng của anh lần thứ 7 nâng chiếc cúp danh giá đó khi đánh bại Liverpool 2-1.

## Danh hiệu
- Cup Italia: 1998 (với Lazio), 2005 (với Inter), 2006 (với Milan)
- Serie A: 2000 (với Lazio),
- Cup C2: 1999 (với Lazio),
- Siêu Cup châu Âu: 1999 (với Lazio), 2007 (với Milan)
- Siêu Cup Ý: 1998, 2000, 2005 (với Inter)
- Champions League: 2007  (với Milan)
- World Cup các câu lạc bộ: 2007 (với Milan)